# Birgit jezik
Birgit jezik (bergit, berguid, birgid; ISO 639-3: btf), afrazijski jezik istočnočadske skupine, kojim govori 10 400 ljudi (2000) u čadskim departmanima Abou Déïa, Barh-Azoum i Djourf-al-Ahmar, a glavno središte je u gradiću Abgué.
Ima nekoliko dijalekata: abgue, istočnobirgitski (Tilegeye), duguri i agrab, a pripada istočnoj podskupini. Nije isto što i birked (Birgit) [brk], nilsko-saharski izumrli jezik iz Sudana.

## Vanjske poveznice
- Ethnologue (14th)
- Ethnologue (15th)